# Manuel Muñoz
Manuel Muñoz är en spansk kanotist.
Han tog bland annat VM-silver i K-4 200 meter i samband med sprintvärldsmästerskapen i kanotsport 2002 i Sevilla.